# Indústria da música

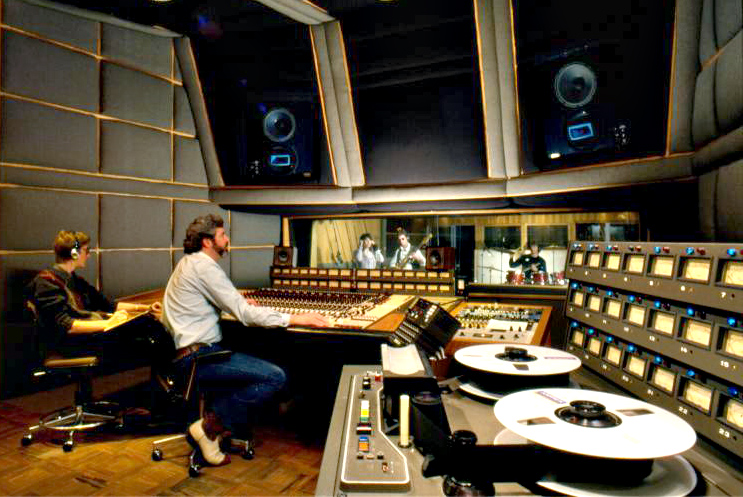
Produtor musical trabalhando no estúdio

A Indústria da Música (ou indústria musical) é termo usado para descrever indivíduos, organizações e empresas que trabalham na criação, produção, distribuição, desenvolvimento e divulgação de música. Ela é impulsionada por uma variedade de profissionais e empresas, incluindo compositores, artistas, produtores musicais, cantores, engenheiros de áudio, gravadoras, editoras, estúdio de gravação, produtores de eventos, advogados, organização de direitos autorais, distribuidoras, plataformas de streaming entre outros. A indústria da música é altamente dinâmica e se adaptou constantemente às mudanças tecnológicas ao longo dos anos, passando da era dos fitas K7, LPs, vinis, CDs para a era digital, onde o streaming de música se tornou dominante. Além disso, desempenha um papel fundamental na cultura global, influenciando a moda, a linguagem e o comportamento social, enquanto gera bilhões de reais em receita anualmente em todo mundo.
A Indústria da Música também é marcada por desafios, como a pirataria digital, questões de direitos autorais e a busca por um modelo de compensação justo para os artistas. No entanto, continua a ser um campo de inovação e tendência, com novos talentos emergindo constantemente e novas formas de consumo de música surgindo com o avanço da tecnologia. Essa indústria desempenha um papel vital na vida das pessoas ao fornecer trilhas sonoras para suas vidas, influenciar a cultura popular e criar oportunidades econômicas para uma ampla gama de profissionais.
Uma grande fatia da receita da indústria da música vem da Indústria Fonográfica, que é responsável pela produção, gravação, edição e distribuição da música em seus diversos formatos. Mas foi o início da indústria fonográfica que marcou o ponto de partida para o desenvolvimento da indústria da música como a conhecemos hoje. Em 1877, com o surgimento do phonograph e, posteriormente, em 1987 do gramophone, a gravação e reprodução de música tornaram-se possíveis de maneira comercial. Isso levou à produção e distribuição em larga escala de música gravada, que se tornou a base da indústria fonográfica. A evolução desses primeiros suportes, como os discos de 78 rpm e, mais tarde, os LPs, desempenhou um papel fundamental na formação das características e limitações da música gravada. Além disso, a concentração de grandes empresas na produção de discos e aparelhos leitores estabeleceu um modelo de negócios que persistiu ao longo dos anos, moldando a indústria da música em sua trajetória de desenvolvimento. Até recentemente no mundo comercial, "Indústria Fonográfica" é usada como sinônimo aproximado de "Indústria da Música".
Mas recentemente, a revolução digital transformou radicalmente a Indústria da Música, marcando o início de uma nova era. A disseminação da tecnologia digital democratizou as ferramentas de gravação, abriu caminhos para a promoção musical através de blogs e redes sociais, e consolidou o streaming como o principal meio de consumo de música no Brasil e no mundo, a criação de uma nova forma de consumir, produzir e monetizar música. A revolução digital também permitiu que os músicos se tornassem produtores, reduzindo a dependência dos equipamentos específicos e do estúdio. No entanto, essa transformação também trouxe desafios, como a remuneração dos artistas pelas plataformas digitais e a questão da democratização dos recursos financeiros na indústria musical. Apesar dos desafios, a revolução digital abriu novas pontes acessíveis entre artistas e público, proporcionando uma democratização do acesso à música, que continua a evoluir.

## Elementos
A indústria musical é composta de vários elementos, como:
- Músicos;
- Cantores;
- Compositores;
- Produtores Musicais;
- Organizações de direitos de performances de compositores;
- Indústria de Fonográfica
- Produtores de gravações;
- Selos de gravação;
- Distribuidores de gravações;
- A&R;
- Gerentes de bandas;
- Promotores de turnês;
- Bookers;
- Roadies.

## História
Até 1700, o processo de composição e impressão de músicas era em grande parte apoiado por patronagem da aristocracia e Igreja. Do Meio para o fim do século XVIII, artistas e compositores como Wolfgang Amadeus Mozart começaram a procurar oportunidades de mercado para suas músicas e performances ao público geral. Após a morte de Mozart, sua mulher (a soprano Constanze Weber) continuou o processo de comercialização da música dele através de uma série sem precedentes de concertos memoráveis, vendendo seus manuscritos, e colaborando com seu segundo ario, Georg Nissen, em uma biografia de Mozart.

## Distribuição
Nos anos 1880, a indústria da música foi dominada por editores de músicas em folhas soltas. Nos Estados Unidos, a indústria da música foi carregada em subida pela ascensão de blackface e Show de Menestréis. O grupo de editores de música e escritores que dominaram a música popular dos Estados Unidos foi conhecido como Tin Pan Alley. No começo do século XX a indústria fonográfica cresceu muito em importância, e a indústria de gravação eventualmente tomou o lugar de editores de música em folha enquanto ganhava força.
Assim como o rádio e a televisão haviam feito, o advento de tecnologias de transferência de arquivos mudaram o balanço entre companhias de gravação, escritores de música e artistas. Bandas como Metallica foram contra programas P2P, como o infame Napster, e os argumentos contra a tecnologia—gerenciamento de direito digital - continua controverso.
Com o re-lançamento do Napster como um site legalmente licenciado de downloads em 2003 (nos EUA), e o advento dos computadores Apple Inc., o iTunes no mesmo ano, as grandes companhias de gravação começaram a abraçar o download digital como o futuro da indústria da música.
Tanto o Napster quanto o iTunes, com o suporte das grandes, estão promovendo um serviço de assinatura de música digital. Isto pode levar a uma mudança fundamental no jeito em que as músicas são consumidas, como um utilitário que "viaja" a cada pessoa ao invés da comodidade de comprar uma a uma.
Em 2015, as receitas de vendas de música em digital (equivalente a 45% do mercado) superaram as vendas em suporte físico (que representa uma quota de 39% do mercado) no mercado global, pela primeira vez.
No total, a venda de música registou globalmente, em 2015, cerca de 13 mil milhões de euros de receita, representando um aumento de 3,2% face a 2014.

## Leituras relacionadas
- Norman Lebrecht, When the Music Stops: Managers, Maestros and the Corporate Murder of Classical Music, Simon & Schuster 1996
- Christian Imhorst, The ‘Lost Generation’ of the Music Industry, publicado sob os termos da GNU Free Documentation License 2004
- Gerd Leonhard, Music Like Water - the inevitable music ecosystem ,[12]  2004
- The Methods Reporter, Music Industry Misses Mark with Wrongful Suits

## Organizações da indústria musical
- Associação Brasileira de Produtores de Discos (ABPD)
- Escritório Central de Arrecadação e Distribuição (ECAD)
- Associação Fonográfica Portuguesa (AFP)
- Associação da Indústria de Gravação da América (RIAA)
- Music Canada
- Associação da Indústria de Gravação da Austrália (ARIA)
- Associação da Indústria de Gravação do Japão (RIAJ)